# Chúa nhật Lòng Chúa Thương Xót

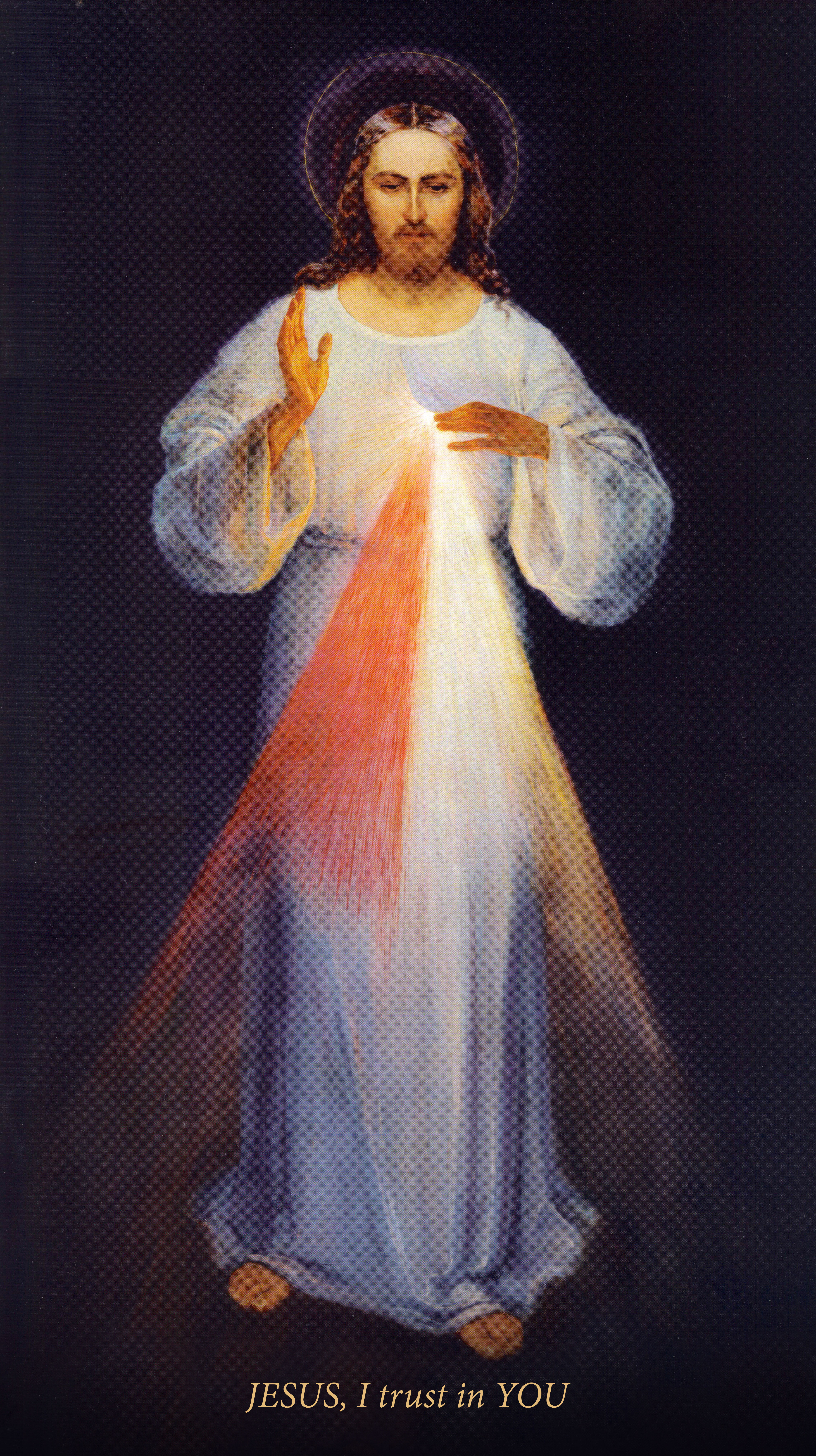
Bức tranh "Lòng Chúa thương xót" do họa sĩ Eugeniusz Kazimirowski thực hiện theo hướng dẫn của thánh Faustina (1934)

Chúa Nhật Lòng Chúa Thương Xót là một ngày lễ trọng của Giáo hội Công giáo Rôma được cử hành vào ngày Chủ nhật ngay sau Lễ Phục Sinh. Ngày lễ này do Giáo hoàng Gioan Phaolô II thiết lập dựa trên sự sùng kính của người Công giáo đối với lòng Chúa thương xót do thánh nữ Maria Faustina Kowalska loan truyền.
Maria Faustina Kowalska là một nữ tu người Ba Lan đã tuyên bố rằng cô được thị kiến và nói chuyện với Chúa Giêsu. Trong nhật ký của mình, thánh nữ Faustina viết rằng trong một thị kiến, Chúa Giêsu đã bảo cô rằng bất cứ ai tham dự thánh lễ và lãnh nhận bí tích Hòa Giải và bí tích Thánh Thể vào ngày này thì sẽ được xóa mọi tội lỗi và mọi sự trừng phạt.
Ngày 23 tháng 3 năm 1937, thánh nữ Faustina đã viết trong nhật ký của mình rằng cô đã có một thị kiến tiên báo về ngày Lễ Lòng Chúa Thương Xót sẽ được tổ chức tại nhà thờ địa phương của cô với rất nhiều người tham dự, rồi ngày lễ này sẽ do chính giáo hoàng cử hành tại Roma.
Về sau, Giáo hoàng Gioan Phaolô II đã cổ vũ nhiều về việc sùng kính Lòng Chúa thương xót. Ngày 30 tháng 4 năm 2000, nhằm ngày Chúa nhật sau Lễ Phục sinh, Đức Gioan Phaolô II đã phong thánh cho bà Faustina và thiết lập ra ngày Chúa Nhật Lòng Chúa Thương Xót, được ấn định vào ngày Chúa nhật sau Lễ Phục Sinh hằng năm.